# Bank Leerau
Die Bank Leerau Genossenschaft (2008 bis 2013 Clientis Bank Leerau) ist eine Schweizer Regionalbank mit Sitz in Kirchleerau. Ihr Tätigkeitsgebiet liegt traditionell im Retail Banking und im Hypothekargeschäft.
Die Clientis Bank Leerau beschäftigt teilzeitbereinigt 13 Mitarbeiter und verfügte per Ende 2008 über eine Bilanzsumme von 408,8 Millionen Schweizer Franken. Sie ist als selbständige Regionalbank der RBA-Holding angeschlossen. Von 2008 bis 2013 gehörte sie innerhalb der RBA-Gruppe zur Teilgruppierung der Clientis Banken.
Das Bankinstitut wurde 1836 unter dem Namen Sparkasse Leerau gegründet. Seit 1919 ist sie in Form einer Genossenschaft organisiert, zunächst unter dem Namen Ersparniskasse Leerau, ab 1986 als Sparkasse Leerau und ab 2008 als Clientis Bank Leerau. Mit dem Austritt aus der Teilgruppierung der Clientis Banken trägt die Bank seit 2014 den Namen Bank Leerau.